# 2004 في جمهورية أيرلندا
فيما يلي قوائم الأحداث التي وقعت خلال عام 2004 في جمهورية أيرلندا.

## سياسة

### تعيين في المنصب
- 29 سبتمبر – بريان كوين وزير المالية [الإنجليزية]‏.
- 29 سبتمبر – ماري هارني وزير الصحة [الإنجليزية]‏.

### انتهاء فترة المنصب
- 13 سبتمبر – ماري هارني وزير الأشغال والمشاريع والابتكار [الإنجليزية]‏.
- 29 سبتمبر – بريان كوين وزير الخارجية والتجارة [الإنجليزية]‏.
- 29 سبتمبر – مايكل سميث وزير الدفاع [الإنجليزية]‏.
- 31 أكتوبر – جون بروتون نائب دييل.

## أفلام
من الأفلام التي صدرت هذه السنة في جمهورية أيرلندا:
- 1 يناير – في الداخل أنا أرقص من إخراج داميان أودونيل.
- 4 أبريل – قوانين الجاذبية من إخراج بيتر هاويت.
- 16 يونيو – حول العالم في 80 يوما من إخراج فرانك كوراسي.
- 7 يوليو – الملك آرثر من إخراج أنطوان فوكوا.

## وفيات

### يناير
- 1 يناير – برنارد وليامز (مواليد 1908) لاعب كرة قدم أيرلندي.

### نوفمبر
- 8 نوفمبر – مارجريت حسن (مواليد 1945) اقتصادية من المملكة المتحدة.